# Бураков, Пётр Герасимович
Пётр Герасимович Бураков (1905—1967) — советский инженер, разработчик боеприпасов, лауреат Сталинской премии второй степени.

## Биография
Родился 10 февраля 1905 года в Армавире.
Работал слесарем на заводе. Окончил рабфак (1926) и в том же году поступил в Ленинградский политехнический институт.После разделения ЛПИ в 1930 году на отраслевые вузы окончил военно-механическое отделение машиностроительного института (1931).
С 1936 года — научный сотрудник, с 1939 года — директор Ленинградского филиала НИИ-24. С 1943 года, когда филиал был ликвидирован, — главный инженер НИИ-24.
В 1950—1951 годах — начальник ГСКБ-47. В 1951—1956 годах — на ответственной работе в МОП и МСХМ.
С 1956 по 1964 год — заместитель главного конструктора НИИ-24 (НПО «Машиностроитель»).
С 1964 года на пенсии по инвалидности.
Участник и непосредственный автор ряда работ по созданию снарядов для морской артиллерии, бронебойных, кумулятивных и специальных (дымовых, осветительных снарядов, и т.д).
Умер в 1967 году.

## Награды и звания
Сталинская премия 1951 года (за 1950 год) — за работу в области химической технологии.
Награждён орденами Трудового Красного Знамени (1944), «Знак Почёта» (1945), медалями.